# Politique des points d'appui
La politique des points d'appui est une politique coloniale française du milieu du XIXe siècle formulée par François Guizot en 1843. Elle consiste à favoriser l'acquisition et la conservation par l'Empire colonial français de colonies de taille modeste mais susceptibles de permettre d'éventuelles projections aux alentours, les fameux points d'appui. Cette stratégie présente l'avantage d'être suffisamment modeste pour ne pas s'aliéner la bienveillance du Royaume-Uni, devenu le maître incontesté des océans depuis les Guerres napoléoniennes. Elle permet néanmoins la relance des ambitions coloniales de la France, réduites depuis une trentaine d'années et la perte de plusieurs colonies au terme de ces conflits.